# Karen Uhlenbeck
Karen Keskulla Uhlenbeck, (Cleveland, 24 d'agost de 1942) és una matemàtica estatunidenca especialista en equacions diferencials en derivades parcials. El 19 de març de 2019 es va convertir en la primera dona guanyadora del Premi Abel, considerat el "Nobel" de les matemàtiques.
Uhlenbeck és catedràtica emèrita i titular de la càtedra Regents de la Fundació Sid W. Richardson al Departament de Matemàtiques de la Universitat de Texas a Austin

## Educació i carrera
Uhlenbeck va rebre el seu B.A. (1964) per la Universitat de Michigan. Va començar els seus estudis de grau a l'Institut Courant de Ciències Matemàtiques Universitat de Nova York, i es va casar amb el biofísic Olke C. Uhlenbeck (fill del físic George Uhlenbeck) el 1965. Quan el seu marit va anar a Harvard, s'hi va traslladar amb ell i va reprendre els seus estudis a la Universitat de Brandeis, on va obtenir un màster (1966) i el doctorat (1968) per Brandeis, sota la supervisió de Richard Palais. La seva tesi doctoral dugué per títol El càlcul de les variacions i l'anàlisi global.
Després de diverses feines temporals al Massachusetts Institute of Technology i a la Universitat de Califòrnia a Berkeley, i en tenir dificultats per trobar un lloc permanent amb el seu marit a causa de les normes "antinepotisme", que aleshores impedien la contractació d'un marit i una dona fins i tot en departaments diferents d'una mateixa universitat, va entrar a treballar com a professora a la Universitat d'Illinois a Urbana-Champaign el 1971. No obstant això, no li agradava Urbana i, després de divorciar-se del seu marit, va accedir a la Universitat d'Illinois a Chicago el 1976. Es va traslladar de nou a la Universitat de Chicago el 1983 i a la Universitat de Texas a Austin com a titular de la càtedra de la Fundació Sid W. Richardson el 1988, on va supervisar diversos estudiants de doctorat, inclòs Mark Haskins. El 2019, Uhlenbeck es va convertir en la primera dona a guanyar el Premi Abel. La comissió de premis esmentà "l'impacte fonamental del seu treball en anàlisi, geometria i física matemàtica.

## Recerca
Participa o ha participat en investigacions en els camps de les equacions diferencials parcials geomètriques, el càlcul de variacions, la teoria de gauge, la teoria topològica quàntica de camp i els sistemes integrables.
Uhlenbeck ha treballat primer en el càlcul de variacions i posteriorment es va donar a conèixer principalment pels seus treballs sobre equació en derivades parcials no lineals en diversos problemes geomètrics i físics -desenvolupades originalment per la necessitat de descriure fenòmens com l'electromagnetisme, però que ara s'utilitzen en multitud de contextos, com l'estudi de les formes de l'espai en diverses dimensions— sobre els quals ha col·laborat en la Universitat de Chicago amb Shing-Tung Yau.
A principis dels 1980 va obtenir amb Jonathan Sacks el teorema sobre l'existència d'immersions harmòniques de superfícies compactes en 3-varietats de Riemann.
Uhlenbeck ha demostrat l'existència de mesuradors de Coulomb per a les equacions de Yang-Mills i ha deduït, ja que aquestes equacions resulten el·líptiques per a un calibre determinat, propietats analítiques de les seves solucions. En particular, les seves estimacions sobre les solucions (autoduals) instantons de les equacions de Yang-Mills han constituït treballs analítics previs per a la classificació de les estructures diferenciables sobre les varietats de dimensió 4 per Donaldson, que va rebre per això la Medalla Fields el 1986. El resultat s'engloba en la teoria de gauge, en la qual es va interessar després d'escoltar una xerrada de Michael Atiyah a la Universitat de Chicago.

## Premis i honors
Entre els principals premis i honors obtinguts per Uhlenbeck es poden esmentar:
- Beca MacArthur, 1983.[7][8]
- Alumna de l'any de la Universitat de Michigan de l'any 1984.[9]
- Company de l'Acadèmia Americana de les Arts i les Ciències, 1985.[7][8]
- Membre de l'Acadèmia Nacional de Ciències dels Estats Units, 1986, la primera dona a assolir aquesta fita.[7][8][9]
- Noether Lecturer, 1988.[15]
- Ponent al plenari del Congrés Internacional de Matemàtics, 1990, com a segona dona (després d'Emmy Noether) a fer aquesta conferència.[7][8]
- Premi Sigma Xi de Ciència i Tecnologia, 1995.[9]
- Medalla Nacional de Ciència, 2000.[7][8][18][19]
- Doctora honoris causa per la Universitat d'Illinois a Urbana-Champaign,, 2000.[7]
- Beca Guggenheim, 2001.[20]
- Doctor honoris causa per la Universitat Estatal d'Ohio.[7][21]
- Doctora honoris causa per la Universitat de Michigan, 2004.[7]
- Premi Leroy Steele de la Societat Americana de Matemàtiques "per les seves contribucions fonamentals en aspectes analítics de la teoria dels indicadors matemàtics a les obres "Removable singularities in Yang–Mills fields" (1982) i "Connections with bounds on curvature", 2007.[7][8]
- Doctora honoris causa per la Universitat Harvard, 2007.[7]
- Membre honorària de la Societat Matemàtica de Londres, 2008.[7]
- Company de la Societat Matemàtica Americana, 2012.[22]
- Doctora honoris causa per la Universitat de Princeton, 2012.[23]
- Premi Abel, 2019.[24][25]

## Selecció de publicacions

### Llibres
- Freed, Daniel S.; Uhlenbeck, Karen K. Instantons and Four-Manifolds (en anglès). 1.  Springer-Verlag, Nova York, 1984 (Mathematical Sciences Research Institute Publications). DOI 10.1007/978-1-4684-0258-2. ISBN 0-387-96036-8..

### Articles d'investigació
- Uhlenbeck, Karen «Regularity for a class of non-linear elliptic systems» (en anglès). Acta Mathematica, 138, 3–4, 1977, pàg. 219–240. DOI: 10.1007/bf02392316..
- Sacks, Jonathan; Uhlenbeck, Karen «The existence of minimal immersions of 2-spheres» (en anglès). Annals of Mathematics, 113, 1, 1981, pàg. 1–24. DOI: 10.2307/1971131..
- Uhlenbeck, Karen K. «Removable singularities in Yang–Mills fields» (en anglès). Communications in Mathematical Physics, 83, 1, 1982, pàg. 11–29. DOI: 10.1007/bf01947068.. Anunciat al Bulletin of the American Mathematical Society 1 (3): 579–581,
- Uhlenbeck, Karen K. «Connections with Lp bounds on curvature» (en anglès). Communications in Mathematical Physics, 83, 1, 1982, pàg. 31–42. DOI: 10.1007/bf01947069..
- Schoen, Richard; Uhlenbeck, Karen «A regularity theory for harmonic maps» (en anglès). Journal of Differential Geometry, 17, 2, 1982, pàg. 307–335..
- Uhlenbeck, Karen; Yau, Shing-Tung «On the existence of Hermitian-Yang-Mills connections in stable vector bundles» (en anglès). Communications on Pure and Applied Mathematics (Suppl.: Frontiers of the mathematical sciences, Nova York, 1985), 39, 1986, pàg. S257–S293. DOI: 10.1002/cpa.3160390714..
- Uhlenbeck, Karen «Harmonic maps into Lie groups: classical solutions of the chiral model» (en anglès). Journal of Differential Geometry, 30, 1, 1989, pàg. 1–50..